# Ansan Greeners Football Club
Maillots
Actualités
Le Ansan Greeners Football Club (en hangul: 안산 그리너스 축구단), plus couramment abrégé en Ansan Greeners, est un club sud-coréen de football fondé en 2016 et basé dans la ville d'Ansan, dans la province de Chungcheong du Sud.
Il évolue en deuxième division sud-coréenne.

## Historique
Le 22 juillet 2016, le Gouvernement d'Ansan annonce la fondation d'un club de football professionnel basé à Ansan.

## Personnalités du club

### Présidents du club
- Je Jong-gil

### Entraîneurs du club
- Lee Heung-sil (31 octobre 2016 - ?)
- Lim Wan-sup (septembre 2018 - 23 décembre 2019)
- Kim Gil-sik (31 décembre 2019 - )